# Nicolas Alexandre (abbé)
 (septembre 2022).
Pour l’article homonyme, voir Nicolas Alexandre.
Nicolas Alexandre, né au XIIe siècle et mort en 1271, est un bénédictin français, vingt-troisième abbé du Mont Saint-Michel, de 1264 à 1271.
Le couvent du Mont-Saint-Michel retrouva, Sous la crosse du successeur de Richard Turstin, la quiétude qu’en avait bannie le faste de ce superbe abbé. Les désordres, dont le relâchement de la discipline avait corrompu le monastère, s’effacèrent sous la rigide observance des anciennes constitutions et des règlements dictés sous l’administration précédente par Guillaume de La Haye, religieux de l’ordre des frères prêcheurs, et à Jean de Saint-Léonard, religieux de l’ordre des frères mineurs, les deux commissaires du souverain pontife.
Sept années après le choix canonique qui en avait conféré le titre à Nicolas Alexandre, les moines déposèrent solennellement, à la mort de cet abbé, qui laissa le couvent sans pasteur, son corps sous le pavé de leur église.